# مرده كتان (بزكش)
مرده كتان (بالفارسية: مرده‌کتان) هي منطقة سكنية تقع في إيران في قسم بزكش الریفي. يقدر عدد سكانها بـ 101 نسمة .